# Kenza Tazi
Kenza Tazi (in arabo كنزة التازي‎?; Boston, 6 febbraio 1996) è un'ex sciatrice alpina marocchina; ha rappresentato il Marocco ai XXII Giochi olimpici invernali.

## Biografia
Kenza Tazi è nata da genitori marocchini il 6 febbraio 1996 a Boston, negli Stati Uniti d'America; ha iniziato a sciare all'età di tre anni, unendosi al suo primo club di sci all'età di dodici anni.

### Carriera sciistica

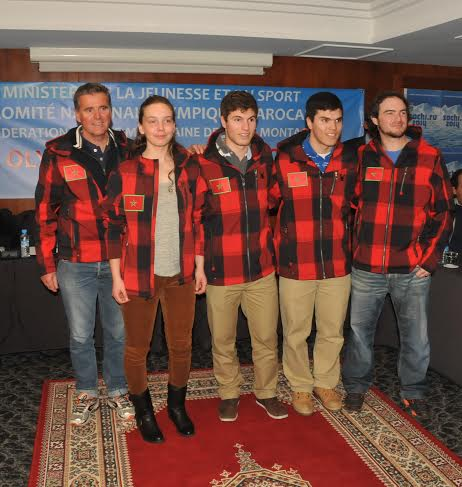
Parte della delegazione del Marocco ai XXII Giochi olimpici invernali di

Attiva in gare FIS dal dicembre del 2011, si è qualificata per i XXII Giochi olimpici invernali di Soči 2014 assieme a Adam Lamhamedi, classificandosi 62ª nello slalom gigante e 45ª nello slalom speciale del 21 febbraio, ultima gara della sua carriera; non ha esordito né in Coppa del Mondo né in Nor-Am Cup.

### Altre attività
Dopo le Olimpiadi è stata selezionata come membro di una delegazione che ha incontrato il presidente statunitense Barack Obama; in seguito ha cominciato gli studi universitari di fisica all'Imperial College London.